# کالج استیلمن
کالج استیلمن (انگلیسی: Stillman College) یک کالج خصوصی تاریخی سیاهپوستان پروتستان در تاسکالوسا، آلاباما است. این کالج لیسانس هنر و لیسانس علوم را در ۱۷ رشته در سه مدرسه دانشگاهی (هنر و علوم، مدیریت بازرگانی و آموزش) اعطا می‌کند. این کالج دارای میانگین ثبت نام ۶۵۰ دانشجو است و توسط انجمن کالج‌ها و مدارس جنوب تأیید شده‌است. پردیس توسکالوسا این مدرسه در سال ۲۰۲۱ در فهرست ملی اماکن تاریخی ثبت شد.